# De Cat

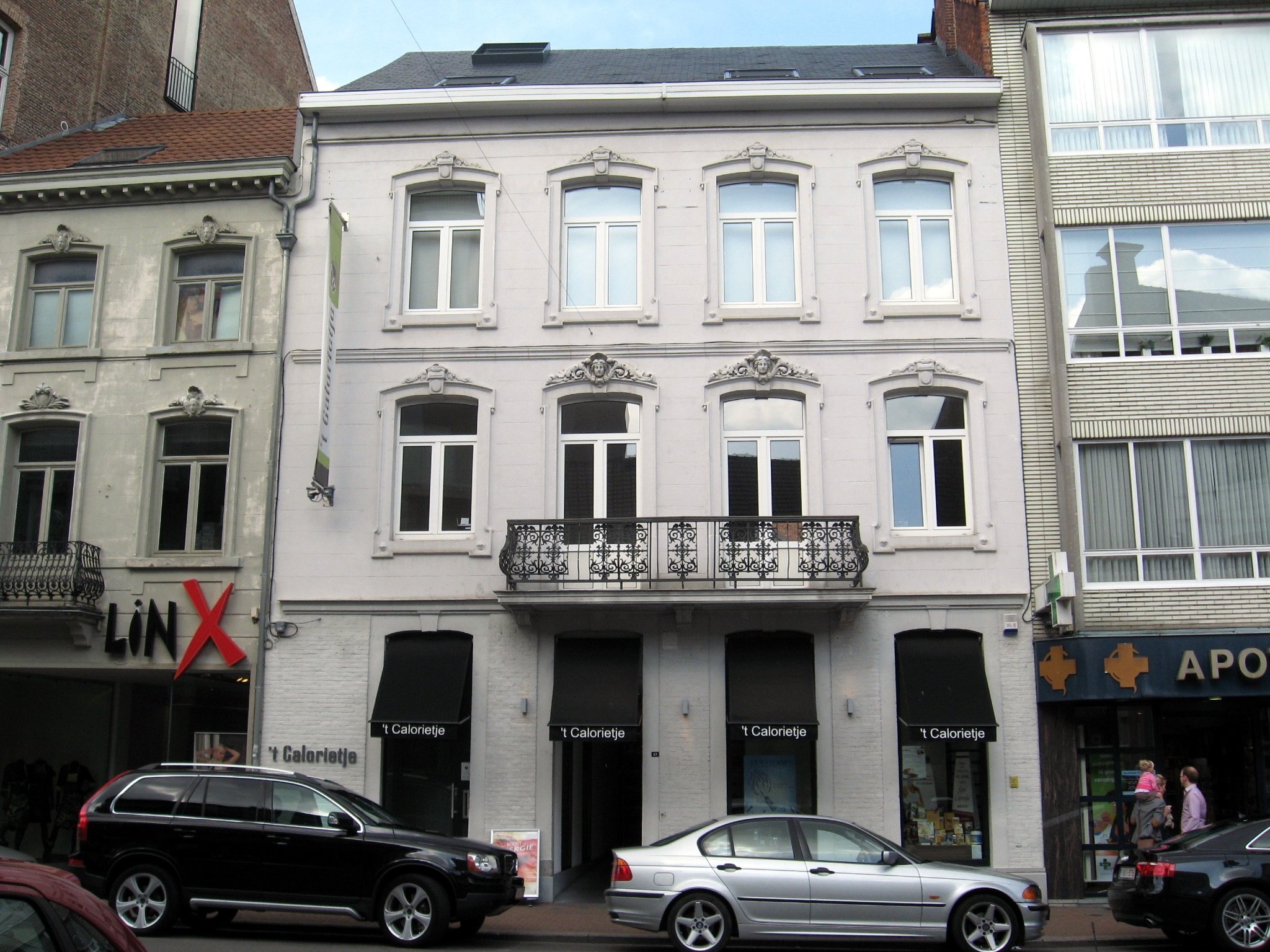
De Cat

De Cat is een huis aan de Havermarkt 27 te Hasselt.
In de 15e eeuw werd het huis als een herberg vermeld. In de 17e eeuw was het korte tijd in bezit van de Augustijnen. Het huidige huis stamt uit de 2e helft van de 18e eeuw, maar het werd in de 2e helft van de 19e eeuw aangepast in neoclassicistische stijl. Het huis, dat drie verdiepingen telt, heeft een balkon op de eerste verdieping, van twee traveeën breed. Het is tegenwoordig als winkel in gebruik.
In 2002 verkreeg het huis de monumentenstatus.